# Горки (Дмитровський район)
Горки — село в Росії, Дмитровському муніципальному районі Московської області.

## Розташування
Село Горки входить до складу міського поселення Дмитров, поруч із Яхромським водосховищем. Найближчі населені пункти, Малі Дубровки, Дубровки, Нікульське, Подосинки, Подосинки.

## Населення
Станом на 2010 рік у селі проживало 0 осіб.

## Історія
У 1739 році коштом Янькової у селі Горки на місці згорілої дерев'яної церкви збудували кам'яну церкву святителя Миколая з каплицею пророка Даниїла

У 1812 році на з'їзді дворянства, який відбувся у Дмитрові вирішено формувати народне ополчення. Власник села Дмитро Олександрович Яньков взяв на себе посаду завідувача хлібними запасами в Дмитровському повіті та спостерігав за відправкою в армію провіанту.

## Пам'ятки архітектури
У селі знаходиться кілька пам'яток архітектури, зокрема садиба «Горки», яка включає два флігеля — східний та західний — вони збудовані у 1910-ті роки

Також у селі збереглася кам'яна церква Святителя Миколая збудована у 1793 році. У Дмитрові є парк, який був висаджений у 18-19 столітті